# دخترم سحر
دخترم سحر فیلمی به کارگردانی مجید قاری زاده و نویسندگی مجید قاری زاده، سیمین بازرجانی ساختهٔ سال ۱۳۶۸ است.

## خلاصه داستان
زن و شوهر جوانی برای معالجهٔ دختر افلیج خود، سحر، کش مکش دارند..

## بازیگران
- رضا رویگری
- مهشید افشارزاده
- سارا مهین ترابی
- محمد شیری
- پروانه دباغی
- نعمت‌اله گرجی
- مهری ودادیان
- فرهاد نیکپور
- مریم صفایی
- نغمه داداشیان
- محمد ابهری
- فرشته معتمدی
- اقدس صحت‌بخش
- داوود راحتلونژاد
- غزل یزدانی فر
- تورج عطاری
- محمود دانشمندی
- عباس امینی فر
- سعید خوشدل
- حجت اکبری